# Quốc huy Tiệp Khắc
Quốc huy Tiệp Khắc đã được thay đổi nhiều lần trong lịch sử Tiệp Khắc, một số bên cạnh nhau. Điều này phản ánh lịch sử hỗn loạn của đất nước và mong muốn sử dụng áo khoác lãnh thổ phù hợp.

## Biến thể của Quốc huy Tiệp Khắc

### Trước thời kỳ cộng sản

Tiểu Quốc huy (1918-1961)
Biểu tượng Trung Tâm (1918-1960): Trung tâm Bohemia, bốn góc phần tư là Slovakia, Rosenia, Moravia và Silesia
Đại Quốc huy (1918-1960): Latvia, Opava và Ceshin

### Thời kỳ cộng sản

Cộng hòa Xã hội chủ nghĩa Tiệp Khắc

### Thời kỳ sau cộng sản

Cộng hòa Liên bang Séc và Slovakia